# تلویزیون لسوتو
تلویزیون لسوتو (به انگلیسی: Lesotho Television یا به اختصار LTV) شبکهٔ تلویزیونی دولتی کشور لسوتو است که زیر نظر خدمات پخش ملی لسوتو فعالیت می‌کند. این شبکه در سال ۱۹۸۸ هم‌زمان با سفر پاپ ژان پل دوم به کشور، با همکاری ام-نت و با پخش روزانه ۱۵ دقیقه‌ای آغاز به کار کرد.

## تاریخچه
در سال‌های بعد، تلویزیون لسوتو با توسعه زیرساخت‌ها و افزایش بودجه، زمان پخش خود را افزایش داد و در سال ۱۹۹۸ با پشتیبانی فنی چین و همکاری ام-نت وارد مرحلهٔ دیجیتال‌سازی شد. از همان سال، پخش ماهواره‌ای آن از طریق دی‌اس‌تی‌وی آغاز شد.پس از پایان همکاری با ام-نت در سال ۲۰۰۲، تلویزیون لسوتو با آفریقا تی وی قرارداد بست و پوشش شبکه را گسترش داد. این شبکه از طریق سامانه دیجیتال زمینی و پلتفرم دی‌اس‌تی‌وی (کانال ۲۹۲) در دسترس است. در سال ۲۰۲۲، از ۲۱ ایستگاه فرستنده دیجیتال، تنها ۱۱ ایستگاه فعال بودند و خاموشی برخی به دلیل خرابی یا خرابکاری گزارش شد. خاموشی سیگنال آنالوگ تا مارس ۲۰۲۳ برنامه‌ریزی شده بود.تلویزیون لسوتو روزانه از ساعت ۶ صبح تا ۱۰:۳۰ شب برنامه پخش می‌کند. حدود ۷۵٪ محتوای آن به زبان سوتو و ۲۵٪ به انگلیسی است. اخبار اصلی سوتو ساعت ۱۹:۳۰ پخش می‌شود. تلویزیون لسوتو همچنین از تولیدات خارجی مانند صدای آمریکا، بی‌بی‌سی، الجزیره و شبکه تلویزیونی جهانی چین استفاده می‌کند و عضو اتحادیه پخش‌کنندگان جنوب آفریقا است.